# Mario Rizzi
Mario Rizzi (ur. 3 marca 1926 w San Giovanni in Persiceto; zm. 13 kwietnia 2012 w Rzymie) – włoski duchowny katolicki, arcybiskup, nuncjusz apostolski.

## Życiorys
3 października 1948 otrzymał święcenia kapłańskie. W latach 1982–1991 był podsekretarzem Kongregacji ds. Kościołów Wschodnich.
28 lutego 1991 został mianowany przez Jana Pawła II pierwszym po wojnie nuncjuszem apostolskim w Bułgarii oraz arcybiskupem tytularnym Balneoregium. Sakry biskupiej udzielił mu 20 kwietnia 1991 ówczesny Sekretarz Stanu - kard. Angelo Sodano.
W 1996 przeszedł na emeryturę. Zmarł 13 kwietnia 2012.